# Bùi Đắc Trụ
Bùi Đắc Trụ (chữ Hán: 裴得宙, ? - 1795), là quan viên triều Tây Sơn trong lịch sử Việt Nam.

## Tiểu sử
Bùi Đắc Trụ là người ở thôn Xuân Hoà, xã Bình Phú, huyện Tuy Viễn (Bình Khê), phủ Quy Nhơn, đồng hương với anh em Nguyễn Huệ. Hai người cô ruột Phạm Thị Liên, Bùi Thị Nhạn lần lượt trở thành Hoàng chánh hậu của vua Quang Trung, nhân đó Trụ cùng cha ruột là Bùi Đắc Tuyên được trọng dụng, trở thành quan viên cấp cao trong triều đình Tây Sơn.
Năm 1792, Nguyễn Huệ mất, con đích là Nguyễn Quang Toản lên nối ngôi, nhưng tuổi hãy còn thơ ấu. Bùi Đắc Tuyên được tấn phong Thái sư, Thượng trụ quốc, quản lý mọi công việc trong ngoài. Đắc Trụ cũng được phong làm Thị trung Tham mưu. Đắc Tuyên có ý chuyên quyền lấn lướt, triều Tây Sơn từ đó dần suy thoái. Theo các giáo sĩ phương Tây có mặt tại Việt Nam đương thời thì Bùi Đắc Tuyên không những chuyên quyền mà còn có ý đồ lật đổ vua Cảnh Thịnh để đưa con mình là Bùi Đắc Trụ lên làm vua, lập Ngô Văn Sở làm chúa.
Năm 1793, Nguyễn vương phái quân Gia Định vây thành Quy Nhơn (Bình Định), tình thế hết sức quy ngập. Hoàng đế Thái Đức là Nguyễn Nhạc khi này đã bị giáng xuống Tây Sơn vương, sai người ra Phú Xuân (Huế) cầu viện. Quang Toản sai ngụy Thái úy là Phạm Công Hưng đến cứu. Sau khi quân nam rút đi, Hưng nhân đó cướp lấy hết kho tàng, khiến Nguyễn Nhạc tức giận thổ huyết ra mà chết. Triều đình Phú Xuân dùng Đắc Trụ, cùng Nguyễn Văn Huân, Tư lệ Lê Trung đến giúp con của Nhạc là Nguyễn Bảo, nhưng thực ra là ngầm khống chế.
Năm 1794, Đắc Tuyên dùng cớ giết Lê Văn Hưng, quan Trung thư lệnh là Trần Văn Kỉ can ngăn, rồi bị đày làm lính thú khổ sai. Rồi sai Tư mã là Ngô Văn Sở thay Tư đồ Vũ Văn Dũng điều bát quân sự ở Bắc Thành, mà triệu Dũng về. Đi đến trạm Mỹ Xuyên thì gặp phải Trần Văn Kỉ bị phát vãng ra đó. Kỉ bảo với Dũng rằng
Thái sư ngôi trùm cả nhân thần, cho ai sống được sống, bắt ai chết phải chết; nếu mà không sớm trừ đi, thì rồi có chuyện bất lợi cho nhà nước. Ông nên liệu sớm đi?
Dũng nghe theo lời đó, bèn cùng Thái úy Hưng, Thái bảo Hóa vây hãm kinh thành, buộc vua phải giao Đắc Tuyên ra, rồi giam vào ngục. Lại sai Thái úy Hưng đem vây đến Quy Nhơn bắt Đắc Trụ, và Tiết chế Thùy ra Thăng Long bắt Ngô Văn Sở giải về triều, thêu dệt thành tội trạng, rồi dìm xuống nước để giết đi. Quang Toản không thể ngăn cản được, chỉ chảy nước mắt khóc thôi.
Không rõ Trụ thọ được bao nhiêu tuổi.